# Svarttjärnen (Älvsby socken, Norrbotten, 731644-170056)
Svarttjärnen är en sjö i Älvsbyns kommun i Norrbotten och ingår i Piteälvens huvudavrinningsområde.